# Stockholm Express
Pour plus de détails, voir Fiche technique et Distribution.
Stockholm Express (Stockholm Östra) est un film suédois réalisé par Simon Kaijser da Silva, sorti en 2011.

## Fiche technique
- Titre original : Stockholm Östra
- Titre international : Stockholm East
- Titre français : Stockholm Express
- Réalisation : Simon Kaijser da Silva
- Société de production : Film i Väst ; Filmlance International AB
- Société de distribution : Nordisk Film
- Pays d'origine :  Suède
- Lieu de tournage :  Suède
- Langue : suédois
- Durée : 95 minutes (1h35)
- Dates de sortie : 
  -  Belgique : 14 octobre 2011 (Festival international du film de Flandre-Gand)
  -  Suède : 21 octobre 2011
  -  France : 10 janvier 2014 (diffusé sur Arte)

## Distribution
- Mikael Persbrandt : Johan
- Iben Hjejle : Anna
- Liv Mjönes : Kattis
- Henrik Norlén : Anders
- Anki Lidén : Marianne, Kattis mamma
- Lars-Erik Berenett : Kattis pappa
- Jimmy Lindström : Minnas pappa
- Annika Hallin : Minnas mamma
- Astrid Assefa : Sköterska
- Rebecka Englund : Nybliven mamma
- Ulf Friberg : Nybliven pappa
- Anna Godenius : Åklagare
- Peter Parkrud : Terapeut
- Chatarina Larsson : Barnmorska
- Fredrik Nilsson : Killen i gångtunneln